# Sibulele Muara
Sibulele Muara is een bestuurslaag in het regentschap Tapanuli Selatan van de provincie Noord-Sumatra, Indonesië. Sibulele Muara telt 1145 inwoners (volkstelling 2010).